# ياكوزا: ديد سولز
لعبة ياكوزا : ديد سولز (باليابانية:龍が如く OF THE END) ، بالنسخة الأمريكية والأوروبية لجهاز البلاي ستيشن (بالإنجليزية:Yakuza : Dead Souls) ، هي لعبة إلكترونية من نمط حركي و المغامرات ، أنتجت في اليابان سنة 2011م ، وانتجت بالنسخة الإنجليزية في مارس عام 2012م ، من إنتاج شركة سيجا اليابانية ، وتدور أحداث اللعبة في مدينة كاميروشو في العاصمة طوكيو ، عن مجموعة من الوحوش الزومبيين ، وأراد أفراد ياكوزا معرفة وراء انتشار وباء الزومبيين.

## وصلات خارجية
- الموقع الرسمي